# Bulava del presidente dell'Ucraina

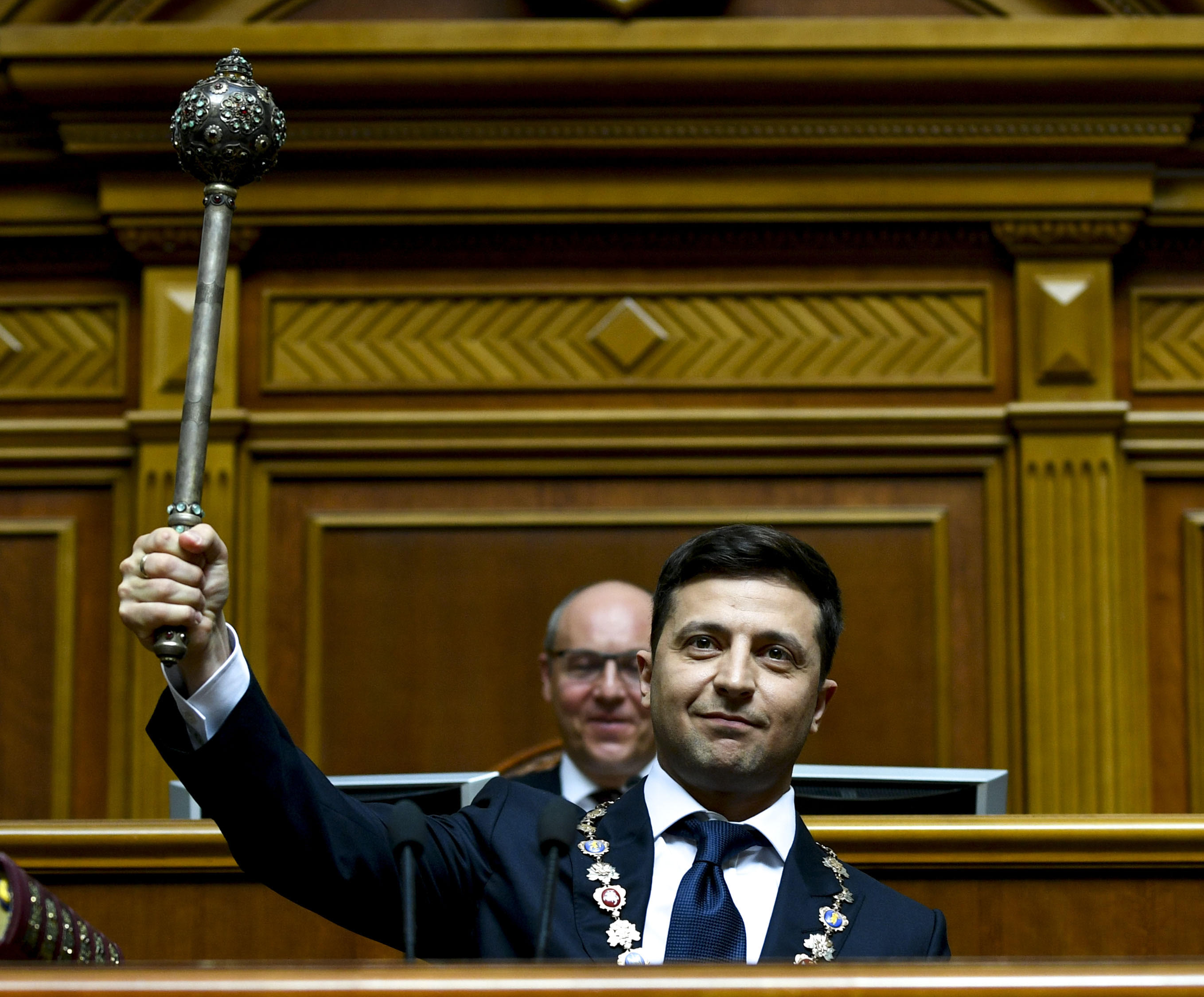
Volodymyr Zelensky con la bulava presidenziale

La bulava del presidente dell'Ucraina è uno dei simboli ufficiali del capo dello Stato ucraino e rappresenta la continuità della tradizione storica di leadership dell'Ucraina, risalente ai tempi degli etmani cosacchi.
Si tratta di una bulava cerimoniale d'argento ricoperta d'oro con 64 pietre preziose, e al suo interno ha una lama con la dicitura in latino "Omnia revertitur", ossia "tutto ritorna", che può essere estratta dalla mazza. Pesa complessivamente 750 grammi.
È custodita in una scatola di mogano con lo stemma dell'Ucraina, ricoperta di velluto viola.